# Batti il tuo tempo
Batti il tuo tempo è il primo EP della crew Onda Rossa Posse ed è il primo disco Rap italiano di sempre.

## Il disco
Il disco, rigorosamente autoprodotto e autodistribuito, fu registrato al 32, centro sociale di Via dei Volsci a Roma, storica sede dell'autonomia romana nel quartiere di San Lorenzo e fu pubblicato, originariamente solo in vinile, come EP, il 15 giugno 1990.
Senza alcuna etichetta indipendente alle spalle del progetto, la distribuzione si affidò ai soli canali underground: centri sociali e collettivi.
Il disco si presentava già a prima vista come un progetto militante: sulla copertina posteriore campeggiava una stella a cinque punte con una pantera nera nel mezzo (simbolo delle Pantere Nere) e le scritte: "Rap, poesia della strada" e "Riproduzione e diffusione sono altamente consigliate".
È stato ripubblicato su CD nel 2005.

## Tracce
Testi di Onda Rossa Posse, musiche di Onda Rossa Posse e Brutopop.
Lato A
1. Batti il tuo tempo – 4:57
2. Categorie a rischio – 6:29

Lato B
1. È Quello che siamo – 5:29
2. Omaggio a Sante[4] – 4:42
3. A Tempo di rap – 2:17